# Pan-Pot
Pan-Pot è il nome con cui sono conosciuti i musicisti, DJ's e produttori tedeschi Tassilo Ippenberger e Thomas Benedix.
Il duo è ritenuto una delle collaborazioni più significative nell'ambito della musica techno, sia per quanto riguarda il volume di vendite che responso della critica.
Fin dal loro concepimento, i Pan-Pot hanno affermato la loro presenza nella scena della musica techno contemporanea riscuotendo enorme successo nel 2007, con il rilascio del loro primo album Pan-O-Rama, prodotto con la allora nascente etichetta discografica di Anja Schenider, Mobilee records.
Il loro repertorio musicale è definito caratterizzato da una varietà di influenze musicali tra cui House, Techno e IDM, permettendo loro di dar vita a Live Set definiti da ritmiche decise, suoni elettronici e vocals.

## Formazione

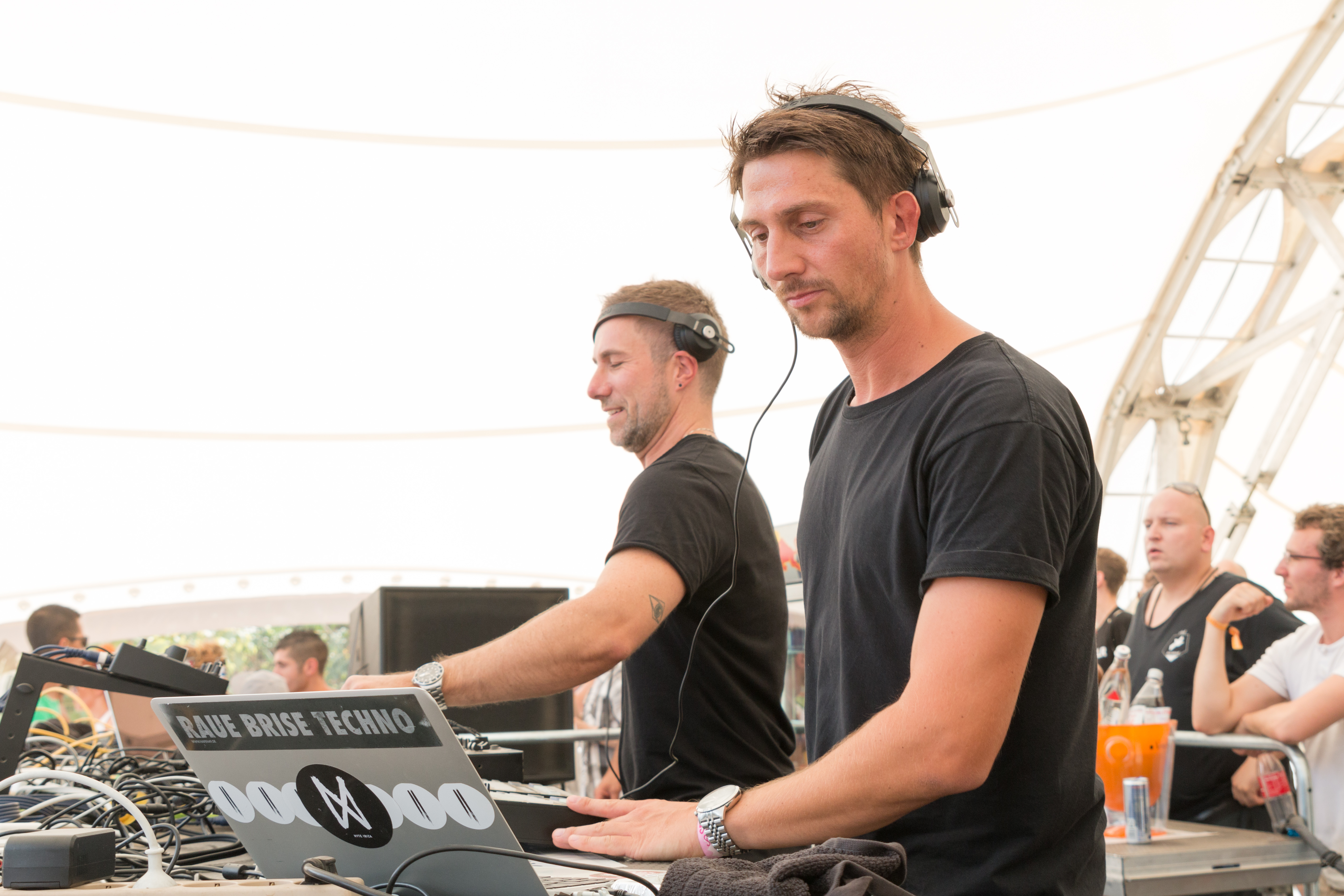
Pan-Pot 2015

Tassilo e Thomas si incontrano nel 2003 a Berlino per studiare presso l'istituto SAE. I due produttori completano i loro studi in ingegneria del suono, formazione che li ha aiutati a definire il loro stile musicale.
Nel 2005 il duo berlinese ospita Anja Schneider ad uno dei loro eventi, che diede loro l'opportunità di stabilire un contatto favorevole con la a quel tempo nascente etichetta discografica Mobilee records. 
Dopo poche settimane l'etichetta pubblica la sua seconda release,"Popy and Caste", nonché l'album di debutto ufficiale dei Pan-Pot.
Da allora il duo ha iniziato a incidere una serie di brani e remixes sotto le etichette discografiche Mobilee e Einmaleins Musik.
La fama investe i Pan-Pot nel 2007, con il rilascio del loro primo album “Pan-o-rama”.
Brani come "Charly" e "Captain My Captain" riscossero enorme successo e resero gli artisti noti per il loro stile.
Nel 2014 Pan-Pot lanciano la loro etichetta, Second State Audio.

## Discografia

### Album e EP
- Maffia - Einmaleins Musik (2004)
- Popy & Caste - Mobilee (2005)
- Obscenity - Mobilee (2005)
- Pious Sin - Einmaleins Musik (2006)
- Black Lodge – Mobilee (2006)
- What Is What – Mobilee (2007)
- Charly – Mobilee (2007)
- Pan-O-Rama (CD-Album) - Mobilee (2007)
- Lost Tracks - Mobilee (2008)
- Confronted - Mobilee (2009)
- Confronted The Remixes - Mobilee (2009)
- Captain My Captain - Mobilee (2010)
- Captain My Captain Remixes - Mobilee (2011)
- Gravity - Mobilee (2012)
- White Fiction - Mobilee (2012)
- The Mirror - (Mobilee, 2013)
- Cells - (Second State, 2014)
- Grey Matter - (Second State, 2014)
- Watergate 17 - (Watergate Records, 2014)
- The Other One - (Second State, 2015)
- The Other Two - (Second State, 2015)
- The Other - (Second State, 2015)
- Win Some - (MOOD)

### I Remix
- Mathias Schaffhäuser - Lost Vox (2005)
- Enliven Deep Acoustics - Down Over (2006)
- Misc - Frequenzträger (2006)
- Anja Schneider & Sebo K - Rancho Relaxo (2006)
- Feldah & Koba - Is Klar (2006)
- Sweet 'n Candy - Scrollmops (2007)
- Damian Schwartz - Verde Confetti Remixes (2007)
- Tim Xavier - Deception De Real Remixes (2007)
- Dapayk Solo - Impulsion Parasite Remixes (2007)
- Andomat 3000 feat. F.L.O - Quarzy EP (2008)
- Funzion - Helado En Globos (2008)
- Anja Schneider - Mole (2008)
- Asem Shama - Kabuki (2008)
- Brian Ffar - Billy Bought A Laser (2009)
- Sian - Skeleton (2009)
- Andre Winter - Dogma (2009)
- Sebrok - The Most Dangerous Game (2009)
- Pascal Mollin - Elephant (2009)
- Phil Kieran - Blood Of Barcelona Remixes (2010)
- Slam - Room 2 (2010)
- Dapayk & Padberg - Decade One Remixes (2010)
- Dustin Zahn & Joel Mull - Close Your Eyes Remixes (2010)
- Booka Shade - Regenerate (2010)
- Stephan Bodzin & Marc Romboy - Phobos Remixes (2011)
- Nicone feat. Narra - Caje (2011)
- Slam - Lifetimes, Soma Records 20 Years (2011)
- Kiki, Marco Resmann - Beggin' for the Heat (2012)
- Format:B - Restless Remixes Session 2 (2012)
- Martin Eyerer - "The Cake" (2013)